# Campus Festival Konstanz
Das Campus Festival Konstanz ist ein jährlich in Konstanz veranstaltetes Musikfestival.

## Geschichte
Das Festival fand erstmals 2015 als studentische Initiative auf dem Parkplatz der Universität Konstanz statt. Nachdem es 2020 und 2021 aufgrund der COVID-19-Pandemie abgesagt werden musste, zog es 2022 wegen eines benötigten Neubaus auf der ursprünglichen Fläche in das Bodenseestadion um.
Neben Auftritten überregional bekannter Musiker gibt es auch Darbietungen aus dem Umfeld der Universität sowie von lokalen Musikschaffenden. Der Fokus liegt auf deutschsprachiger Musik. Die Veranstaltenden erklärten, dass sie außerdem darauf achten, vielen Frauen eine Bühne zu bieten.

## Line-up (Auswahl)
- 2015: Itchy Poopzkid, Joris, Miwata, Contrast Orange, Kemal Goga, Das Lumpenpack[3]
- 2016: Olli Schulz, Boy, Irie Révoltés, Steaming Satellites[4]
- 2017: Die Orsons, Bosse, OK Kid, Moonbootica[5]
- 2018: Von Wegen Lisbeth, Trettmann, Moop Mama, Drangsal, Wankelmut[6]
- 2019: RIN, Mighty Oaks, OK Kid, Meute[7]
- 2020: abgesagt[2]
- 2021: abgesagt[2]
- 2022: AnnenMayKantereit, Kraftklub, Juju, Faber[8]
- 2023: Marteria, Badmómzjay, BHZ, Schmyt, Von Wegen Lisbeth[9]
- 2024: 01099, 102 Boyz, Esther Graf, Jeremias, Juju, Juli, Lea, Mayberg, Nura, Pashanim[10]
- 2025: Paula Hartmann, K.I.Z, Domiziana, $oho Bani, Edwin Rosen, Berq, Ennio, Culcha Candela